# Кухен (општина)
Кухен (њем. Kuchen) општина је у њемачкој савезној држави Баден-Виртемберг. Једно је од 38 општинских средишта округа Гепинген. Према процјени из 2010. у општини је живјело 5.650 становника. Посједује регионалну шифру (AGS) 8117033.

## Географски и демографски подаци
Кухен се налази у савезној држави Баден-Виртемберг у округу Гепинген. Општина се налази на надморској висини од 407 метара. Површина општине износи 9,0 km². У самом мјесту је, према процјени из 2010. године, живјело 5.650 становника. Просјечна густина становништва износи 631 становника/km².